# Paramphisphaeria
Paramphisphaeria is een monotypisch geslacht van schimmels behorend tot de familie Xylariaceae. Het bevat alleen Paramphisphaeria costaricensis.